# بدر اللحيد
بدر اللحيد (17 أكتوبر 1986 -)، ممثل سعودي.

## حياته
ولد في الرياض، وهو خريج قسم الاعلام - جامعة الملك سعود.

## أعماله
- 2009: 37 درجة مئوية.
- 2010: طاش ما طاش 17.
- 2010: 37 درجة مئوية 2.
- 2011: يمكن هيك.
- 2011: طاش ما طاش 18.
- 2011: أم الحالة 2.
- 2012: شفت الليل.
- 2013: المجهولة.
- 2014: شباب البومب 3.
- 2015: منا وفينا.
- 2016: مستر كاش.
- 2017: سناب شاف.
- 2018: أصعب قرار.
- 2018: قلوب بيضاء.
- 2018: صيف بارد.
- 2020: مامجي.
- 2020: لوحة مائلة.
- 2020: بدون فلتر.
- 2020: ضحايا حلال.[4]
- 2021: بخور القصايد.
- 2022: تساهيل.
- 2023: دكة العبيد.[5]

## وصلات خارجية
- بدر اللحيد على موقع قاعدة بيانات الأفلام العربية